# 香山小鳥
香山 小鳥（かやま ことり、1892年（明治25年）2月 - 1913年（大正2年）6月）は、長野県下伊那郡飯田町（現・飯田市）出身の版画家、詩人。本名は香山 藤禄（かやま ふじろく）。

## 経歴
長野県下伊那郡飯田町（現・飯田市）生まれ。1911年（明治44年）に長野県飯田中学校を卒業し、一家で東京の深川に移り住んだ。1912年（明治45年）には竹久夢二と出会い、そのつてで恩地孝四郎（小鳥より1年早い1891年生）や田中恭吉（小鳥と同じ1892年生）と出会った。同年4月には東京美術学校予備科に入学し、本科の彫刻科塑像部を志望するが、選抜に落第して7月には東京美術学校を退学し、木版彫師の伊上凡骨の下で木版画の勉強に励んだ。1913年（大正2年）6月、肺結核によって死去。21歳没。没後3年目に『月映』で遺作が紹介され、1919年（大正8年）には第1回日本創作版画協会展に同作品が出展された。